# Contea di Palm Beach
La contea di Palm Beach (in inglese Palm Beach County) è una contea della Florida, negli Stati Uniti. Il suo capoluogo amministrativo è West Palm Beach. È una delle tre contee che compongono l'Area metropolitana di Miami.

## Geografia fisica
La Contea di Palm Beach ha un'area totale di 6.181 km² dei quali il 17,27% sono coperti d'acqua. Confina con:
- Contea di Martin - nord
- Contea di Broward - sud
- Contea di Hendry - ovest
- Contea di Okeechobee - nord-ovest
- Contea di Glades - nord-ovest

## Storia
La Contea di Palm Beach fu creata nel 1909. Prende il nome dalla sua prima comunità di coloni denominata Palm Beach per la notevole presenza di palme e spiagge. La contea fu creata dalla parte nord della Contea di Dade. Di seguito la parte sud della Contea di Palm Beach fu divisa per creare l'odierna Contea di Broward nel 1915. Henry Flager ebbe un ruolo importante all'inizio del secolo XX favorendo l'estensione della ferrovia della East Coast attraverso la contea. La contea di Palm Beach, nello specifico la città di Boca Raton, fu la città del primo attacco di antrace nel 2001.

## Città principali
- Pahokee
- Belle Glade
- South Bay
- Riviera Beach
- Palm Beach Gardens
- West Palm Beach
- Greenacres
- Lake Worth
- Boynton Beach
- Delray Beach
- Boca Raton

## Politica
| Anno | Repubblicani | Democratici | Altri |
| ---- | ------------ | ----------- | ----- |
| 2004 | 39,1%        | 60,4%       | 0,5%  |
| 2000 | 35,3%        | 62,3%       | 2,4%  |
| 1996 | 33,7%        | 58,1%       | 8,2%  |
| 1992 | 34,6%        | 46,4%       | 20%   |
| 1988 | 55,5%        | 44,1%       | 0,4%  |